# Alt-right

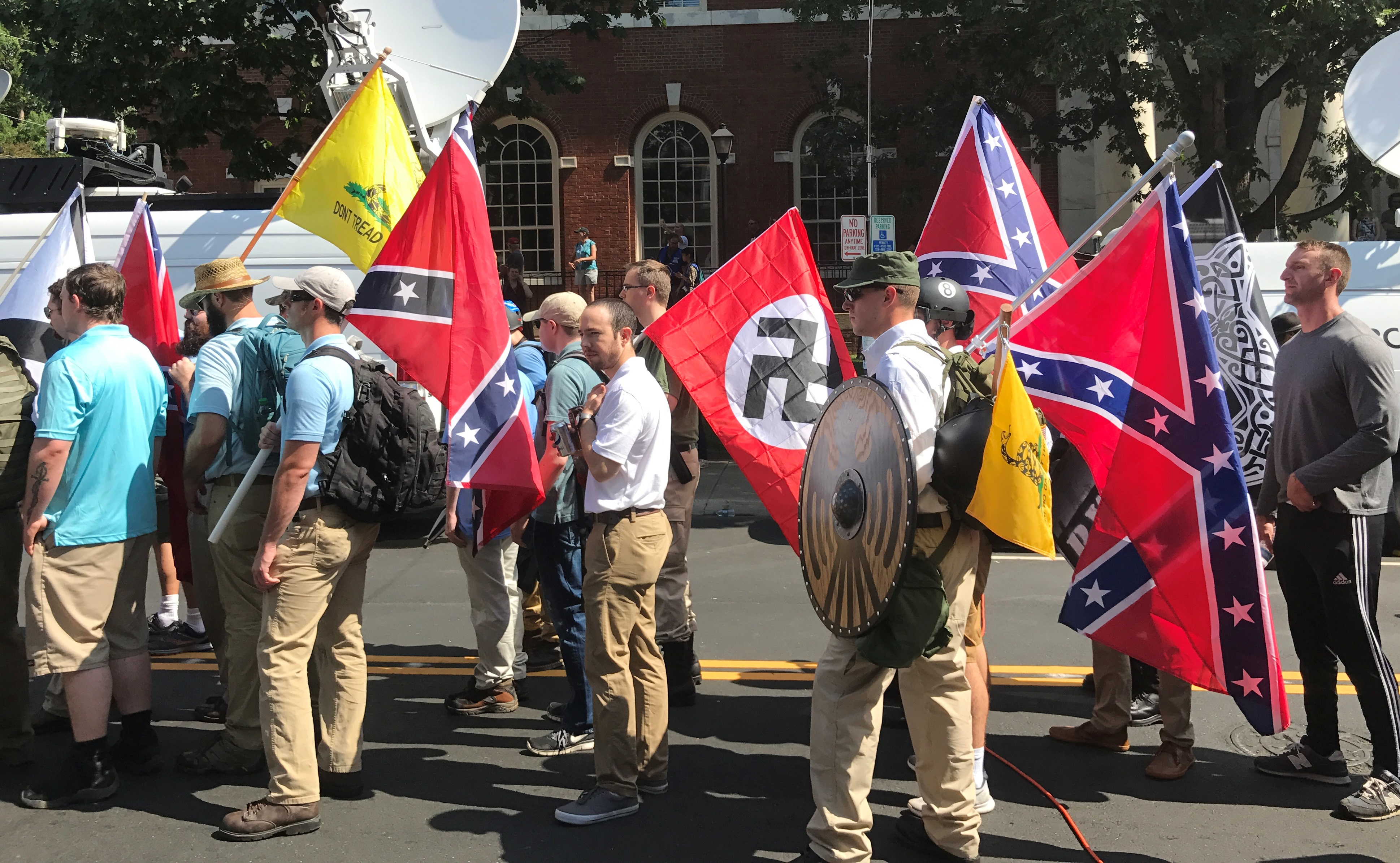
Des membres éminents de lalt-right ont été le pivot de l'organisation de la manifestation « Unite the Right » à Charlottesville en août 2017. Des participants portent des drapeaux des États confédérés d'Amérique, des Gadsden flags et un drapeau nazi.

L'alt-right ou alt-droite ou la droite alternative américaine (en anglais « alt-right », abréviation d'alternative right) est un terme désignant une partie de l'extrême droite américaine qui rejette le conservatisme classique et milite pour le suprémacisme blanc, contre le féminisme et le multiculturalisme et qui relève également du sexisme, de l'antisémitisme, du conspirationnisme, de l'opposition à l'immigration et à l'intégration des immigrés,.
Le terme a fait l'objet de beaucoup de couverture médiatique et de polémiques pendant et après la campagne présidentielle américaine de 2016, lorsque plusieurs médias et chercheurs ont associé la montée de Donald Trump à l'alt-right,,.
L'alt-droite est également présentée comme un « courant réactionnaire » du Parti républicain. Plusieurs journalistes et chercheurs soulignent que l'alt-right est davantage un mélange d'extrêmes droites, une mouvance, plutôt qu'une idéologie unifiée.
Les alt-righters se caractérisent par une promotion de la « liberté d'expression absolue », autorisant selon eux une rhétorique identitaire faisant appel à la haine des autres, et par la remise en cause du « politiquement correct »,.

## Histoire
C'est le suprémaciste Richard Spencer qui a notamment revendiqué le terme en 2010 pour désigner un mouvement centré sur le nationalisme blanc. Pour l'agence de presse américaine Associated Press, il s'agit d'une expression destinée à revaloriser une nouvelle forme de racisme, de suprémacisme blanc et de néonazisme,,.
Outre le suprémacisme blanc, l’alt-right puise ses références dans d’autres mouvements comme le Tea Party américain et les courants de l’extrême droite française. Il s’appuie sur des militants très actifs sur des forums internet comme Reddit, 4chan ou 8chan.
Le mouvement est à l'origine de la manifestation « Unite the Right » de 2017 à Charlottesville, lors de laquelle un attentat perpétré par un sympathisant néonazi cause la mort de la contre-manifestante Heather D. Heyer et en blesse dix-neuf autres.

## Caractéristiques idéologiques
L'alt-right a été décrite comme nationaliste,,, suprémaciste,, antisémite,,,, islamophobe,,et plus généralement raciste, xénophobe et anti-immigration,, ; souvent liée au néonazisme,,, isolationniste, protectionniste et anti-mondialisation,, réactionnaire, anti-féministe, masculiniste et machiste, homophobe et anti-LGBT,,, grossophobe, parfois antidémocrate, complotiste, incel et anti-médias conventionnels, plus généralement populiste,. Comme la droite américaine conservatrice classique, l'alt-right est généralement opposée au contrôle des armes à feu.
L'alt-right est accusée notamment par le Guardian de réhabiliter l'idéologie de la mouvance néonazie sous couvert de nationalisme blanc.
Elle est également parfois décrite comme néoconservatrice. Cependant, ses membres affichent majoritairement une posture anti-interventionniste, isolationniste en politique étrangère voire une sympathie pour des régimes « anti-impérialistes » comme le régime baasiste syrien,. Une autre partie de l'alt-right soutient les Talibans lors de la guerre d'Afghanistan de 2001-2021,.
Selon le spécialiste de l’extrême droite Jérôme Jamin, l'alt-right est un phénomène spécifique aux États-Unis, où seulement deux grands partis accèdent au pouvoir ; ainsi, tous ceux pour qui le Parti républicain n'est pas assez dur sur l'immigration et l'Islam sont classés dans l'alt-right. L'alt-right n'est donc pas un parti mais une mouvance d'opinions qui essaie d'influer sur le parti conservateur américain.

## Utilisation d'internet et des réseaux sociaux
L'alt-right a ses racines sur plusieurs forums internet d'échanges d'images non modérés ou modérés localement tels que 4chan et 8chan, où des membres anonymes créent et utilisent notamment des mèmes internet pour promouvoir leur idéologie,. La plateforme YouTube est aussi l'un de ses lieux d'expressions récurrents avec des figures telles que Blaire White, commentatrice politique parfois associée au mouvement bien que celle-ci ne se soit jamais présentée officiellement comme une sympathisante de celui-ci. Les alt-righters s'y retrouvent pour partager un sentiment d'unité, discuter ou débattre entre eux, et se coordonner pour lancer des opérations grâce à Internet. Plusieurs médias ont souligné que les alt-righters étaient particulièrement actifs en ligne, notamment comme trolls et cyberactivistes.
Sur Internet, les alt-righters provoquent leurs opposants politiques aussi bien progressistes, libéraux, radicaux de gauche et d'extrême gauche que conservateurs de droite, avec des posts de forum, posts Facebook, messages, tweets et autres publications sur réseau social, à contenu plus ou moins explicitement d'extrême droite, antisémitisme, antiféministe et des autres idéologies citées ci-dessus,. Ils sont souvent sujets au complotisme, notamment lorsqu'il va de pair avec l'antisémitisme : Richard Spencer dénonce ainsi régulièrement ce qu'il appelle « le pouvoir juif et l'influence juive ». Il est parfois difficile de discerner à quel point ces « trolls » sont sérieux, ou s'ils cherchent avant tout à être provocateurs,, ce qui fournit une bonne illustration de la loi de Poe. Les sites notoirement utilisés par l'alt-right et l’extrême droite américaine sont Alternative Right et les forums du média d'extrême droite Breibart.
Peu de temps après la manifestation « Unite the Right » à Charlottesville en 2017, le journaliste-citoyen Eliot Higgins annonce avoir détecté une opération massive lancée sur Internet par des trolls d'extrême droite, destinée à faire croire que des internautes antifascistes américains soutiendraient l'usage de la violence contre les femmes d’extrême droite. Cette opération consisterait en une diffusion massive de tweets comportant des mèmes et des messages basés notamment sur des photos de femmes battues et des appels à la violence. Higgins pense avoir repéré les préparatifs de cette opération sur le forum 4Chan. Le message originel posté sur ce forum anonyme donnait pour consignes de chercher des images de violences faites aux femmes, d’y ajouter le logo de groupes antifascistes et des slogans appelant à la violence, puis de les poster sur Twitter avec des hashtags habituellement utilisés par les antifascistes tels que #PunchANazi (frappez un nazi). Certains montages ont été directement diffusés par des trolls d'extrême droite et des figures de l'alt-right, d’autres l'ont été par des faux comptes Twitter d'antifascistes dédiés à la désinformation et créés en grand nombre.
Selon Le Monde, « la violence des militants antifascistes est un thème récurrent dans les discussions de l’alt-right, qui se plaît à désigner ses opposants par le terme « alt-left ». Les déclarations de Donald Trump en réaction au drame de Charlottesville, qui a mis sur le même plan les contre-manifestants antiracistes et les suprémacistes blancs, vont dans ce sens ».
L'alt-right cible notamment un public de jeunes hommes désabusés et vulnérables, « transformant leurs peurs et leur haine de soi en extrémisme au vitriol » selon The Outline.
Les alt-righters se regroupent autour d'un certain nombre de personnalités charismatiques, très en vue sur les réseaux sociaux : les youtubeurs Papacito et Baptiste Marchais en France, le psychologue clinicien Jordan Peterson en Amérique du Nord. Les alt-righters, aux quatre coins du monde, partagent également un certain nombre de codes culturels américanisés : le personnage Pepe the Frog, représentant de façon humoristique l'alt-righter moyen. Ou encore l'idée de « prendre la redpill », qui vient du film Matrix, pour ceux qui viennent tout juste de rejoindre l'alt-right.

## Communauté des jeux vidéo et alt-right
La controverse du Gamergate est devenu un composant culturel notable de l'alt-right lors de l'élection présidentielle américaine de 2016 avec lequel il partage de nombreux points communs d'un point de vue idéologique et au niveau des méthodes,,,.

## Alt-left
L'alt-right se plaît souvent à désigner la gauche radicale et l'extrême gauche américaines sous le terme d'« alt-left », expression que Donald Trump lui-même a reprise à son compte,.